# Josée Forest-Niesing
Josée Forest-Niesing, née le 18 décembre 1964 à Sudbury où elle est morte le 20 novembre 2021, est une avocate et femme politique canadienne franco-ontarienne. Elle siège au Sénat du Canada de 2018 à 2021.

## Biographie
Josée Forest-Niesing est née à Sudbury en Ontario le 18 décembre 1964,. Elle y passe toute sa vie.
En 1988, elle obtient un baccalauréat en droit à l'Université d'Ottawa.
En 1990, elle est admise au Barreau de l'Ontario. Après avoir commencé sa carrière d'avocate en droit de la famille, elle s’engage dans le droit des successions, le droit immobilier, le droit des assurances, le litige civil, le droit relatif à l’éducation et le droit du travail. Elle devient également juge à la Cour des petites créances de la Cour supérieure de justice de l'Ontario.
Tout au long de sa carrière, elle défend l'accès à la justice dans les deux langues officielles. Elle est deux fois présidente de l'Association des juristes d’expression française de l'Ontario; elle participe à la fondation du Centre canadien de français juridique, dont elle est la première présidente, et elle préside le Comité des langues officielles de l'Association du Barreau de l'Ontario.
Elle découvre à l'âge adulte que son arrière-grand-mère maternelle était abénakise.
Josée Forest-Niesing est nommée au Conseil des arts de l'Ontario en janvier 2018.
Elle est nommée au Sénat sur avis du premier ministre Justin Trudeau le 11 octobre 2018. Elle siège au Comité sénatorial des finances nationales et au Comité sénatorial des affaires sociales, des sciences et de la technologie. Elle reste sénatrice jusqu'à sa mort en 2021.
Josée Forest-Niesing souffrait d'une maladie auto-immune affectant les poumons et n'a pas survécu à la Covid-19. Elle meurt à Sudbury le 20 novembre 2021.